# Kelly-Nunatakker
Die Kelly-Nunatakker sind eine Gruppe von bis zu 1221 m hohen Nunatakkern im westantarktischen Marie-Byrd-Land. In den Ford Ranges markieren sie den östlichen Ausläufer der Clark Mountains.
Der United States Geological Survey kartierte sie anhand eigener Vermessungen und Luftaufnahmen der United States Navy aus den Jahren von 1959 bis 1965. Das Advisory Committee on Antarctic Names benannte sie 1970 nach John David Kelly, Ionosphärenphysiker des United States Antarctic Research Program auf der Byrd-Station im Jahr 1968.